# テイ龍進
テイ 龍進（テイ りゅうしん、1973年1月10日 - ）は、兵庫県西宮市出身の俳優。旧芸名は、鄭 龍進 (てい りゅうしん）、テイ リュウシン。ディケイド所属。

## 人物
- 父が台湾人、母が日本人で、日本語、中国語、英語を話すことが出来るトリリンガルである[1]。
- 神戸中華同文学校、神港学園神港高等学校出身。
- 俳優になる前にはアメリカ・フロリダ州タンパでプロテニスプレーヤー養成スクールに所属。南フロリダテニス大会で優勝経験がある。
- 向陽監督の映画『紀録黎明』で初主演。日本生まれの華僑が主役を演じるのは、中国映画史上初のことである。

## 出演

### テレビ
- 仮面ライダーアギト 第3話（2001年、テレビ朝日）
- ロング・ラブレター〜漂流教室〜（2002年、フジテレビ） - 薬をくれた侵入者 役
- ビギナー 第5話（2003年、フジテレビ）
- 電車男（2005年、フジテレビ）
- 恋の時間（2005年、TBS）
- 牙狼-GARO-（2005年、テレビ東京）
- 輪舞曲 第1話（2006年、TBS）
- ごくせん（2008年、日本テレビ)
- 星新一ショートショート（2008年、NHK）
- ROMES/空港防御システム（2009年、NHK）
- I am GHOST（2009年、BeeTV）
- TOKYO23〜サバイバルシティ（2010年、WOWOW）
- ドン★キホーテ（2011年、日本テレビ）
- 東野圭吾ミステリーズ 第6話（2012年、フジテレビ） - 中瀬雅之 役
- ヒトリシズカ 第1話（2012年、WOWOW） - 沖田 役
- ゴーイング マイ ホーム （2012年、関西テレビ） - チェン 役
- 終電バイバイ 第3話（2013年、TBS） - 宿の男 役
- 遺留捜査 第3シリーズ 第8話（2013年、テレビ朝日） - 高孫民 役
- ガリレオXX 内海薫最後の事件 愚弄ぶ（2013年、フジテレビ）
- よろず占い処 陰陽屋へようこそ 第10話（2013年、関西テレビ） - 乗鞍完治 役
- 植物男子ベランダー 第9話（2014年、NHK BSプレミアム） - バーテンダー 役
  - 植物男子ベランダー SEASON2 第10話（2015年） - バーテンダー 役
- 新ナニワ金融道（2015年、フジテレビ） - 神谷伍郎 役
- 図書館戦争 ブック・オブ・メモリーズ（2015年10月5日、TBS） - 緒形明也 役
- 孤独のグルメ 大晦日スペシャル～食べ納め！瀬戸内出張編～（2017年12月31日　テレビ東京） - 沖田守 役
- 明日への誓い (テレビドラマ)（2018年3月25日、テレビ朝日） ‐ 池上刑事 役
- 盗まれた顔（2019年1月5日 - 2月2日、WOWOW） ‐ 王龍李 役
- SUPER RICH 最終話（2021年12月23日、フジテレビ） - 李社長 役
- ねこ物件 第5話・第7話・第8話（2022年5月13日・27日・6月3日、TOKYO MX） - ジンロン 役
- 大河ドラマ 鎌倉殿の13人 第24回・第42回（2022年6月19日・11月6日、NHK） - 陳和卿 役
- 封刃師（2022年1月16日 / 23日[注 1]、ABC / テレビ朝日） -　吉原光博 役
- 星新一の不思議な不思議な短編ドラマ（2022年6月28日、NHK BSプレミアム）
- ダブルチート 偽りの警官 Season1 第6話（2024年5月31日、テレビ東京・WOWOW） - 林志明 役[2]
- ドラマW ゴールデンカムイ -北海道刺青囚人争奪編- 最終話（2024年12月1日、WOWOW）
- 家政婦クロミは腐った家族を許さない 第6話（2025年2月15日、テレビ東京） - 藍川健吾 役[3]

### WEB
- 新聞記者（2022年1月13日配信、Netflix）- 石倉 役
- 龍が如く〜Beyond the Game〜（2024年、Amazon） - 王偉 役
- ガンニバル シーズン2（2025年3月19日配信、Disney+ Star） - 神山吉宗 役[4]

### 映画
- DEAD OR ALIVE FINAL（東映、2002年）
- T.R.Y.（東映、2003年）
- 赤い月（東宝、2004年）
- 渋谷物語（東宝、2004年）
- THE WINDS OF GOD -KAMIKAZE-（2006年）
- 大日本人（2007年）
- 紀録黎明（日本タイトル「キネマの大地」）（2007年）
- 子猫の涙（2008年）
- THE CODE/暗号（2009年5月9日公開） - 小龍 役
- 禅 ZEN（2009年） - 寂円・源公暁 役
- カイジ 人生逆転ゲーム（2009年）
- ゴールデンスランバー（2010年）
- BOX 袴田事件 命とは（2010年）
- 東京島（2010年）
- 死刑台のエレベーター（2010年）
- スマグラー（2011年）
- 莫逆家族（2012年）
- Playback（2012年）
- 桜並木の満開の下に（2012年）
- ハロー!純一（2013年）
- 図書館戦争シリーズ - 緒形明也 役
  - 図書館戦争（2013年）
  - 図書館戦争-THE LAST MISSION-（2015年）
- 極道大戦争(2015年6月20日、三池崇史監督)
- 風に濡れた女（2016年）
- 闇金ウシジマくん Part3(2016年9月22日、東宝、山口雅俊監督)　- チャンさん 役
- コンフィデンスマンJP プリンセス編（2020年7月23日）
- 鬼ガール!!（2020年10月16日、SDP） - 蒼月忍 役
- るろうに剣心 最終章 The Final（2021年4月23日） - 式尉 役
- 誰かの花 (2021年、ガチンコ・フィルム)
- バジーノイズ（2024年5月3日、ギャガ） - 沖 役[5]
- バトルキング!! -We'll rise again-（2023年3月10日、SDP） - 高坂岳夫 役
  - BATTLE KING!! Map of The Mind -序奏・終奏-（2025年2月14日・3月14日、SDP）[6][7]
- つゆのあとさき（2024年6月22日、BBB） - 野口 役[8]
- Welcome Back（2025年1月10日、パルコ）[9]
- BAUS 映画から船出した映画館（2025年3月21日、boid / コピアポア・フィルム）[10]
- 「桐島です」（2025年7月4日、渋谷プロダクション）[11]
- サラバ、さらんへ、サラバ（2025年9月26日公開予定、イハフィルムズ）[12]

### オリジナルビデオ
- 暗黒街（フィルムワークス、2000年）
- 侠道6（東映ビデオ、2000年）
- BIRDS First Draft（東映ビデオ、2000年）

### 舞台
- 七色いんこ（2001年）
- 大新撰組（2002年）
- グレンギャリー・グレン・ロス（2011年6月、天王洲 銀河劇場、作：デヴィッド・マメット、演出：青山真治）
- ガラスの怪物（2017年9月13日 - 19日、下北沢小劇場B1、作・演出：渋谷悠）
- しがさん無事？ are you alright, my-me？（2019年5月7日 - 12日、下北沢小劇場B1、作・演出：青山真治）